# Pachyschistochila splachnophylla
Pachyschistochila splachnophylla là một loài rêu tản trong họ Schistochilaceae. Loài này được (Hook. f. & Taylor) R.M. Schust. & J.J. Engel miêu tả khoa học lần đầu tiên năm 1982.